# Hook shot (basket)

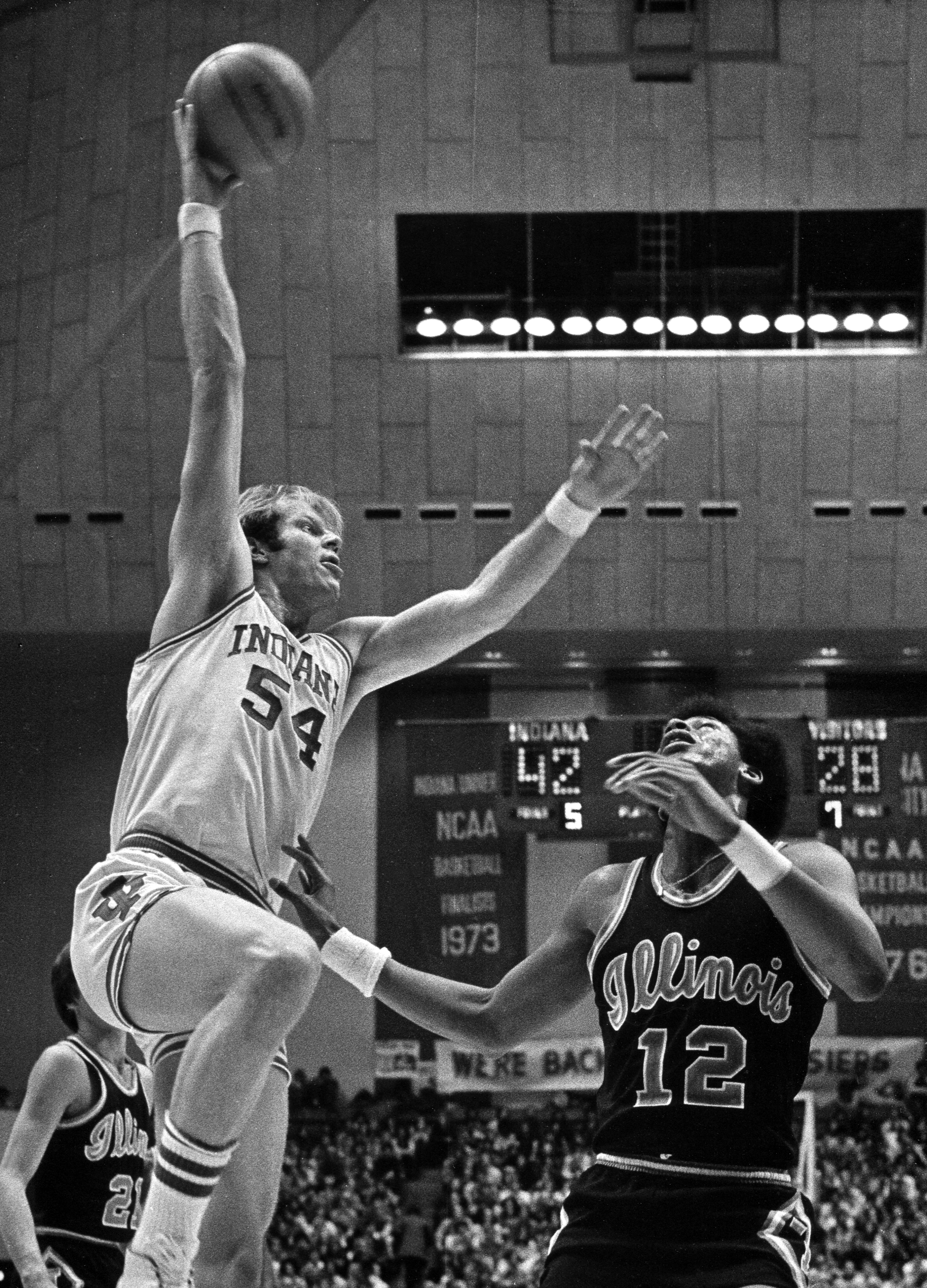
Ett Hook shot

Hook shot är ett basketbegrepp som går ut på att den anfallande spelaren kastar basketbollen med en hand i en svepande rörelse som slutar mitt över huvudet.